# Прелучеле (Клуж)
Прелучеле (рум. Prelucele) насеље је у Румунији у округу Клуж у општини Негрени. Oпштина се налази на надморској висини од 450 m.

## Становништво
Према подацима из 2002. године у насељу је живело 143 становника, од којих су сви румунске националности.